# نادي ألماجرو
ألماجرو هو نادي كرة قدم أرجنتيني وهو نادي أساسي في الأرجنتين.

## روابط خارجية
- Almagro's official site (إسبانية)
- Almagro's unofficial page (إسبانية)
- El sitio de Almagro - El diario tricolor digital (إسبانية)
- Almagro mi pasión-La pagina del hincha (إسبانية)
- Almagro de mi vida-La revista tricolor (إسبانية)
- Azul, Blanco y Negro. Si sos de Almagro, entrás (إسبانية)